# فاطمة الخباز
فاطمة الخباز (22 أغسطس -)، مذيعة كويتية. بدأت مسيرتها في كمقدمة النشرة الأقتصادية عام 2008  ثم كمقدمة النشرة السياسية.